# Forever Man
A Forever Man a brit gitáros-énekes dalszerző Eric Clapton 2015-ben kiadott válogatásalbuma. Az album 2015. április 28-án jelent meg az Egyesült Államokban, Kanadában és Mexikóban. 2015. május 8-ai németországi bemutatója után május 11-én a nemzetközi piacon is megjelent.

## Az album dalai
| CD1 - Studio | CD1 - Studio                                       | CD1 - Studio                                | CD1 - Studio | CD1 - Studio | CD1 - Studio | CD1 - Studio | CD1 - Studio | CD1 - Studio | CD1 - Studio |
| #            | Cím                                                | Szerző(k)                                   | Hangminta    | Hossz        |              |              |              |              |              |
| ------------ | -------------------------------------------------- | ------------------------------------------- | ------------ | ------------ | ------------ | ------------ | ------------ | ------------ | ------------ |
| 1.           | Gotta Get Over                                     | Eric Clapton                                |              | 04:36        |              |              |              |              |              |
| 2.           | I’ve Got A Rock ‘N’ Roll Heart                     | Eric Clapton                                |              | 03:14        |              |              |              |              |              |
| 3.           | Run Back To Your Side                              | Doyle Bramhall II, Eric Clapton             |              | 05:16        |              |              |              |              |              |
| 4.           | Tears In Heaven                                    | Eric Clapton Will Jennings                  |              | 04:32        |              |              |              |              |              |
| 5.           | Call Me The Breeze                                 | J.J. Cale                                   |              | 03:04        |              |              |              |              |              |
| 6.           | Forever Man                                        | Jerry Lynn Williams                         |              | 03:12        |              |              |              |              |              |
| 7.           | Believe In Life                                    | Eric Clapton                                |              | 05:05        |              |              |              |              |              |
| 8.           | Bad Love                                           | Eric Clapton Mick Jones                     |              | 05:09        |              |              |              |              |              |
| 9.           | My Father’s Eyes                                   | Eric Clapton                                |              | 5:24         |              |              |              |              |              |
| 10.          | Anyway The Wind Blows (J.J. Cale közreműködésével) | J.J. Cale                                   |              | 03:56        |              |              |              |              |              |
| 11.          | Travelin’ Alone                                    | Melvin "Lil' Son" Jackson                   |              | 03:55        |              |              |              |              |              |
| 12.          | Change The World                                   | Tommy Sims Gordon Kennedy Wayne Kirkpatrick |              | 03:54        |              |              |              |              |              |
| 13.          | Behind The Mask                                    | Szakamoto Rjúicsi Chris Mosdell             |              | 04:47        |              |              |              |              |              |
| 14.          | It’s In The Way That You Use It                    | Eric Clapton, Robbie Robertson              |              | 04:12        |              |              |              |              |              |
| 15.          | Pretending                                         | Jerry Lynn Williams                         |              | 04:42        |              |              |              |              |              |
| 16.          | Riding With The King (B. B. King közreműködésével) | John Hiatt                                  |              | 04:23        |              |              |              |              |              |
| 17.          | Circus                                             | Eric Clapton                                |              | 04:09        |              |              |              |              |              |
| 18.          | Revolution                                         | Eric Clapton Simon Climie                   |              | 04:00        |              |              |              |              |              |
| 77:38        |                                                    |                                             |              |              |              |              |              |              |              |

| CD2 - Live | CD2 - Live                                            | CD2 - Live                               | CD2 - Live | CD2 - Live | CD2 - Live | CD2 - Live | CD2 - Live | CD2 - Live | CD2 - Live |
| #          | Cím                                                   | Szerző(k)                                | Hangminta  | Hossz      |            |            |            |            |            |
| ---------- | ----------------------------------------------------- | ---------------------------------------- | ---------- | ---------- | ---------- | ---------- | ---------- | ---------- | ---------- |
| 1.         | Badge                                                 | Eric Clapton, George Harrison            |            | 06:53      |            |            |            |            |            |
| 2.         | Sunshine Of Your Love                                 | Pete Brown, Jack Bruce, Eric Clapton     |            | 08:51      |            |            |            |            |            |
| 3.         | White Room                                            | Pete Brown, Jack Bruce                   |            | 06:06      |            |            |            |            |            |
| 4.         | Wonderful Tonight                                     | Eric Clapton                             |            | 08:59      |            |            |            |            |            |
| 5.         | Worried Life Blues                                    |                                          |            | 05:17      |            |            |            |            |            |
| 6.         | Cocaine                                               | J.J. Cale                                |            | 05:05      |            |            |            |            |            |
| 7.         | Layla (unplugged)                                     | Eric Clapton                             |            | 04:29      |            |            |            |            |            |
| 8.         | Nobody Knows You When You’re Down & Out (unplugged)   |                                          |            | 03:50      |            |            |            |            |            |
| 9.         | Walkin’ Blues (unplugged)                             | Robert Johnson                           |            | 03:43      |            |            |            |            |            |
| 10.        | Them Changes (Steve Winwood közreműködésével)         | Buddy Miles                              |            | 04:58      |            |            |            |            |            |
| 11.        | Presence Of The Lord (Steve Winwood közreműködésével) | Eric Clapton                             |            | 05:11      |            |            |            |            |            |
| 12.        | Hoochie Coochie Man                                   | Willie Dixon                             |            | 04:34      |            |            |            |            |            |
| 13.        | Goin’ Down Slow                                       |                                          |            | 05:41      |            |            |            |            |            |
| 14.        | Over The Rainbow                                      | Harold Arlen (zene) Yip Harburg (szöveg) |            | 05:13      |            |            |            |            |            |
| 78:58      |                                                       |                                          |            |            |            |            |            |            |            |

| CD3 - Blues | CD3 - Blues                                       | CD3 - Blues               | CD3 - Blues | CD3 - Blues | CD3 - Blues | CD3 - Blues | CD3 - Blues | CD3 - Blues | CD3 - Blues |
| #           | Cím                                               | Szerző(k)                 | Hangminta   | Hossz       |             |             |             |             |             |
| ----------- | ------------------------------------------------- | ------------------------- | ----------- | ----------- | ----------- | ----------- | ----------- | ----------- | ----------- |
| 1.          | Before You Accuse Me                              | Bo Diddley                |             | 03:57       |             |             |             |             |             |
| 2.          | Last Fair Deal Gone Down                          | Robert Johnson            |             | 02:34       |             |             |             |             |             |
| 3.          | Hold On, I’m Comin’ (B. B. King közreműködésével) | Isaac Hayes, David Porter |             | 06:19       |             |             |             |             |             |
| 4.          | Terraplane Blues                                  | Robert Johnson            |             | 03:36       |             |             |             |             |             |
| 5.          | It Hurts Me Too                                   | tradicionális blues dal   |             | 03:18       |             |             |             |             |             |
| 6.          | Little Queen Of Spades                            | Robert Johnson            |             | 04:58       |             |             |             |             |             |
| 7.          | Third Degree                                      | Willie Dixon              |             | 05:10       |             |             |             |             |             |
| 8.          | Motherless Child                                  | tradicionális blues dal   |             | 02:56       |             |             |             |             |             |
| 9.          | Sportin’ Life Blues (J.J. Cale közreműködésével)  | Brownie McGhee            |             | 03:31       |             |             |             |             |             |
| 10.         | Ramblin’ On My Mind                               | Robert Johnson            |             | 02:43       |             |             |             |             |             |
| 11.         | Stop Breakin’ Down Blues                          | Robert Johnson            |             | 02:30       |             |             |             |             |             |
| 12.         | Everybody Oughta Make A Change                    | Sleepy John Estes         |             | 03:17       |             |             |             |             |             |
| 13.         | Sweet Home Chicago                                | Robert Johnson            |             | 05:16       |             |             |             |             |             |
| 14.         | If I Had Possession Over Judgement Day            | Robert Johnson            |             | 03:27       |             |             |             |             |             |
| 15.         | Hard Times Blues                                  | Josh White                |             | 03:42       |             |             |             |             |             |
| 16.         | Got You On My Mind                                | Howard Biggs, Joe Thomas  |             | 04:30       |             |             |             |             |             |
| 17.         | I’m Tore Down                                     | Freddie King              |             | 03:03       |             |             |             |             |             |
| 18.         | Milkcow’s Calf Blues                              | Robert Johnson            |             | 03:49       |             |             |             |             |             |
| 19.         | Key To The Highway (B. B. King közreműködésével)  | tradicionális blues dal   |             | 03:39       |             |             |             |             |             |
| 72:25       |                                                   |                           |             |             |             |             |             |             |             |